# Rethwisch (Steinburg)
Rethwisch er en by og kommune i det nordlige Tyskland, beliggende i Amt Krempermarsch i den sydlige del af Kreis Steinburg. Kreis Steinburg ligger i sydvestlige del af delstaten Slesvig-Holsten.

## Geografi
Rethwisch ligger syv kilometer syd for Itzehoe.
Motorvejen A23 og en sidekanal fra Breitenburger Kanal til cementfabrikken Holcim går gennem kommunen.
I kommunen ligger det omkring 200 ha store vådområde "Feuchtgebiete Rethwisch" der er en del af landskabet Breitenburger Moores.